# Shaktisme
 (juillet 2022).
Le shaktisme (sanskrit : शाक्त, IAST : Śākta, litt.  « doctrine de l'énergie, du pouvoir, de la déesse éternelle ») est l'une des nombreuses dénominations hindoues (sampradayas) majeures dans lesquelles la réalité métaphysique, ou la divinité primordial, est considérée métaphoriquement comme étant une femme. Un adepte du shaktisme s'appelle un shakta. Selon une estimation de Johnson et Grim de 2010, le shaktisme est la troisième plus grande secte hindoue, représentant environ 3,2 % des hindous.
Elle est une des traditions de l'hindouisme dont les adeptes considèrent la Shakti (« énergie », puissance divine) comme étant l'Absolu, le Brahman ; une galaxie de déesses, toutes considérées comme différents aspects, manifestations ou personnifications (Avatars) de la même déesse suprême : Kâlî (« la noire »), Durgâ (navadurga) (« l'inaccessible »), Sarasvatî (« essence du soi »), Lakshmi (« la Millionnaire »), Bhâvanî (« Celle qui donne l'existence »), Lajja Gauri (« la dorée modeste »), Parvati (« femme de la montagne »)  et Tripurasundari (« Splendeur des trois villes (au-delà du mirage de Māyā) ». Après le déclin du bouddhisme en Inde, diverses déesses hindoues et bouddhistes furent combinées pour former le Mahavidya, un panthéon de dix déesses.

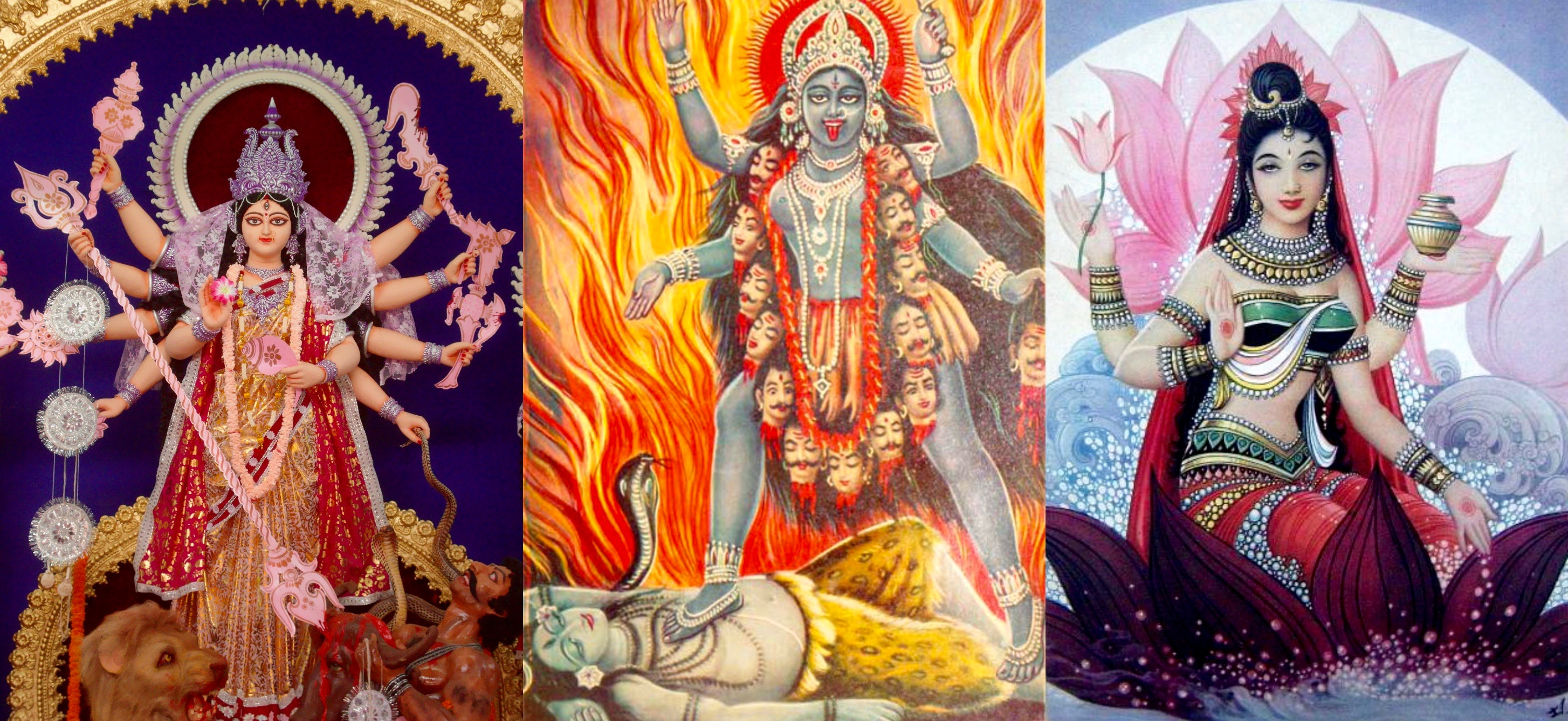
Le shaktisme est une tradition hindoue centrée sur la Déesse Devi ; ici des avatars de celle-ci, de gauche à droite : Durgâ, Kâlî et Lakshmi.

Pour les shaktas, la Déesse est supérieure à son époux (Shiva) qui ne peut exister sans le principe féminin immanent : c'est l'énergie féminine qui engendre inlassablement la Nature (Prakriti) et nourrit l'ensemble des êtres (en tant que Mère, Mâtâ, universelle).
Le shaktisme englobe également diverses sous traditions tantriques, notamment Vidyapitha et Kulamārga, le rituel shakta est empreint d'une érotique sacrée : l'union exemplaire de Shiva et de sa Shakti est reproduite dans l'union sexuelle réalisée selon des règles cultuelles précises, le coït étant ainsi considéré comme une vénération de la Shakti.
Le shaktisme souligne que l'amour intense de la divinité est plus important que la simple obéissance, montrant ainsi une influence de l'idée vishnouite d'une relation passionnée entre Radha et Krishna en tant que bhava idéal. De même, le shaktisme a influencé le vishnouisme et le shivaïsme.

## Origines et histoire
Les premières preuves archéologiques de ce qui semble être un sanctuaire du Paléolithique supérieur pour le culte de Shakti ont été découvertes dans le site terminal du Paléolithique supérieur de Baghor I (pierre de Baghor) dans le district de Sidhi du Madhya Pradesh, en Inde. Les fouilles, menées sous la direction des archéologues renommés GR Sharma de l'Université d'Allahabad et John Desmond Clark de l'Université de Californie et assistés de Jonathan Mark Kenoyer et JN Pal, ont daté la formation de Baghor entre 9 000 et 8 000 av. J.-C. les origines du culte de Shakti peuvent également être attribuées à la civilisation de la vallée de l'Indus.
Parmi les premières preuves de respect pour l'aspect féminin de Dieu dans l'hindouisme se trouve ce passage du chapitre 10.125 du Rig-Véda, également appelé l'hymne du Devi Suktam : ,
« Je suis la Reine, la rassembleuse de trésors, la plus réfléchie, la première de celles qui méritent d'être adorées. Ainsi, les Dieux m'ont établi dans de nombreux endroits avec de nombreuses maisons dans lesquelles entrer et demeurer. Par moi seul, tous mangent la nourriture qui les nourrit, – chaque homme qui voit, respire, entend la parole prononcée. Ils ne le savent pas, et pourtant je réside dans l'essence de l'Univers. Écoutez tous et toutes la vérité telle que je la déclare. En vérité, j’annonce et prononce moi-même la parole que les dieux et les hommes accueilleront. Je rends l'homme que j'aime extrêmement puissant, je le rends nourri, un sage et quelqu'un qui connaît Brahman. Je tends l'arc pour Rudra [Shiva], afin que sa flèche puisse frapper et tuer celui qui déteste la dévotion. Je suscite et ordonne la bataille pour le peuple, j'ai créé la Terre et le Ciel et je réside en tant que contrôleur intérieur. Au sommet du monde je fais naître le ciel le Père : ma maison est dans les eaux, dans l'océan comme Mère. De là, j’imprègne toutes les créatures existantes, en tant que leur Soi Suprême Intérieur, et je les manifeste avec mon corps. J'ai créé tous les mondes à ma volonté, sans aucun être supérieur, et je les imprègne et j'y demeure.
La conscience éternelle et infinie, c'est moi, c'est ma grandeur qui demeure en tout.

Devi Sukta, Rigveda 10.125.3 – 10.125.8,,,, » La littérature védique vénère diverses déesses, mais beaucoup moins fréquemment que les dieux Indra, Agni et Soma. Pourtant, ils sont déclarés aspects équivalents du Brahman neutre, de Prajapati et Purusha. Les déesses souvent mentionnées dans les couches de texte védiques incluent les Ushas (aube), Vāc (discours, sagesse), Sarasvati (comme rivière), Prithivi (terre), Nirriti (annihilateur), Shraddha (foi, confiance). Des déesses telles qu'Uma apparaissent dans les Upanishads comme un autre aspect du divin et la connaisseuse de la connaissance ultime (Brahman), comme dans les sections 3 et 4 de l'ancienne Kena Upanishad.,
Les hymnes aux déesses se trouvent dans l'ancienne épopée hindoue Mahabharata, en particulier dans la section Harivamsa, qui était un ajout tardif (100 à 300 CE) à l'œuvre. Les preuves archéologiques et textuelles impliquent, déclare Thomas Coburn, que la déesse était devenue aussi importante que Dieu dans la tradition hindoue vers le troisième ou quatrième siècle. La littérature sur la théologie Shakti s'est développée dans l'Inde ancienne, culminant dans l'un des textes les plus importants du Shaktisme appelé Devi Mahatmya. Ce texte, déclare C. Mackenzie Brown – professeur de religion, est à la fois l’aboutissement de siècles d’idées indiennes sur la femme divine, ainsi qu’un fondement pour la littérature et la spiritualité axées sur la transcendance féminine au cours des siècles qui ont suivi.   Le Devi Mahatmya est considéré dans le Shaktisme comme étant aussi important que la Bhagavad Gita. Le Devi-Mahatmya n'est pas le premier fragment littéraire attestant de l'existence d'une dévotion à une figure de déesse, déclare Thomas B. Coburn – professeur d'études religieuses, mais « c'est sûrement le plus ancien dans lequel l'objet de culte est conceptualisée comme déesse, avec un D majuscule".

## Shaktisme contre autres traditions hindoues
Au-delà du tantra, les sous traditions Shakta souscrivent à diverses philosophies, sont similaires sous certains aspects et diffèrent sous d’autres. Ces traditions se comparent au vishnouisme, au shivaïsme et au Smartisme comme suit :

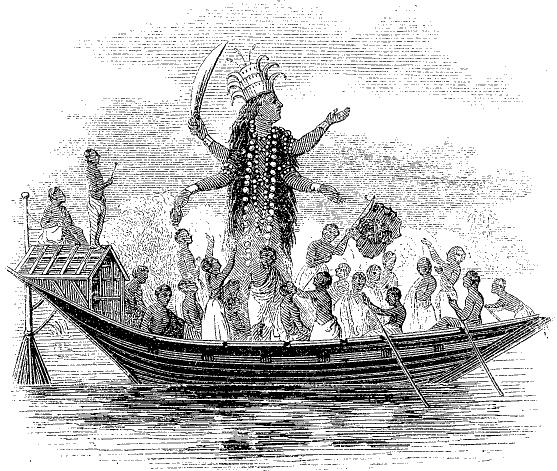
"La déesse hindoue Kali", une illustration tirée des Contes du Dr Scudder pour les petits lecteurs sur les païens, par le Dr John Scudder (Londres, 1849)

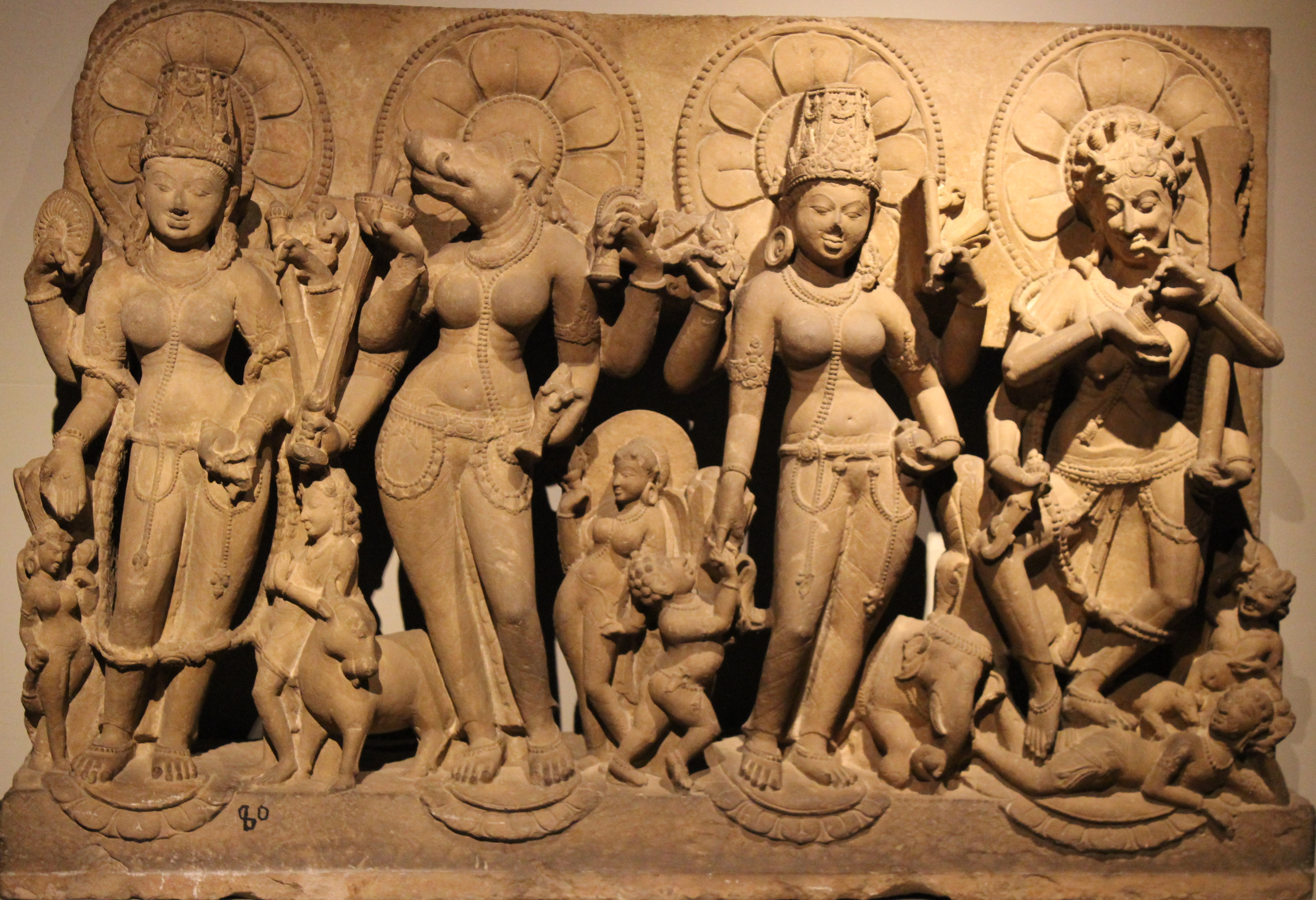
Statues de Vaishnavi, Varahi, Indrani et Camunda, Musée national, New Delhi

Le mandala Sri Yantra.

|                            | Traditions du vishnouisme                              | Tradition du shivaïsme                                             | Traditions du shaktisme                                | Traditions du smartisme | References |
| -------------------------- | ------------------------------------------------------ | ------------------------------------------------------------------ | ------------------------------------------------------ | --- | ---------- |
| Autorité scripturale       | Les Vedas et Upanishads                                | Les Vedas et Upanishads                                            | les Vedas, Upanishads et Tantras                       | Les Vedas et Upanishads | ,          |
| Divinité suprême           | Le dieu Vishnou                                        | Le dieu Shiva                                                      | La déesse Devi                                         | aucun | ,          |
| Le Créateur                | Vishnou                                                | Shiva                                                              | Devi                                                   | Principe du Brahman | ,          |
| Avatar                     | Concept clé                                            | Concept mineur                                                     | Concept Significatif                                   | Concept mineur | ,          |
| Vie monastique (Sannyasa)  | Accepté                                                | Recommandé                                                         | Accepté                                                | Recommandé | ,          |
| Rituels, Bhakti            | Affirmé                                                | Affirmé,                                                           | Affirmé                                                | Optionnel | [ 28 ]     |
| Ahimsa et Végétarisme      | Affirmé                                                | Recommandé, ou optionnel                                           | Optionnel                                              | Recommandé, ou Optionnel | ,          |
| Libre arbitre, Maya, Karma | Affirmé                                                | Affirmé                                                            | Affirmé                                                | Affirmé | [ 17 ]     |
| Métaphysique               | Brahman (Vishnou) et l'Atman (Âme, Être)               | Brahman (Shiva) et l'Atman                                         | Brahman (Devi) et l'Atman                              | Brahman et l'Atman | [ 17 ]     |
| Epistémologie (Pramana)    | 1. La perception 2. L'inférence 3.Le témoignage fiable | 1. La perception 2. L'inférence 3.Le témoignage fiable 4. évidence | 1. La perception 2. L'inférence 3.Le témoignage fiable | 1. La perception 2. L'inférence 3. La comparaison et l'analogie 4. La postulation, dérivation 5. Négative/preuve cognitive 6. Le témoignage fiable | ,          |
| Philosophies               | Dvaita, qualifié advaita, advaita, Visishtadvaita      | Dvaita, qualifié advaita, advaita                                  | Shakti-advaita, Samkhya                                | Advaita | [ 35 ]     |
| Le Salut (Sotériologie)    | Videhamukti, Yoga, champion de la vie de famille       | Jivanmukta, Charya-Kriyā-Yoga-Jnana                                | Bhakti, Tantra, Yoga                                   | Jivanmukta, Advaita, Yoga, champions monastic life                                                                                                 | ,          |